# محمدآباد (سلسله)
محمدآباد (سلسله)، روستایی از توابع بخش فیروزآباد شهرستان سلسله در استان لرستان ایران است. زبان مردم این روستا کردی به گویش لکی است.

## جمعیت
این روستا در دهستان فیروزآباد قرار دارد و بر اساس سرشماری مرکز آمار ایران در سال ۱۳۹۵، جمعیت آن ۴۰۶ نفر بوده که ۲۱۳ نفر مرد و ۱۹۳ نفر زن بوده اند. این در حالی است که جمعیت این روستا در مقایسه با سرشماری سال ۱۳۸۵ ، ۷۴ نفر کاهش داشته است! روستای محمدآباد دارای ۱۱۳ خانوار می باشد.